# Aldrichiomyza koreana
Aldrichiomyza koreana är en tvåvingeart som beskrevs av Papp 2001. Aldrichiomyza koreana ingår i släktet Aldrichiomyza och familjen sprickflugor. Inga underarter finns listade i Catalogue of Life.